# Arvika (comuna)
Arvika (em sueco: Arvika kommun) é uma comuna da Suécia localizada no condado de Varmlândia. Sua capital é a cidade de Arvika. Possui 1 649 quilômetros quadrados e segundo censo de 2018, havia 26 082 habitantes.